# George Browne (giocatore di baseball)
George Edward Browne (Richmond, 12 gennaio 1876 – Hyde Park, 9 dicembre 1920) è stato un giocatore di baseball statunitense, vincitore delle World Series 1905 con i New York Giants.
Di ruolo esterno destro, ha giocato in Major League Baseball con Philadelphia Phillies, New York Giants, Boston Doves, Chicago Cubs, Washington Senators, Chicago White Sox e Brooklyn Dodgers tra il 1901 e il 1912.

## Biografia
Nato nella capitale della Virginia, Browne iniziò la carriera professionistica nel 1898 nella classe B con i Dubuque Tigers di Dubuque, Iowa. Debuttò nella National League il 27 settembre 1901, al Robison Field di Saint Louis contro i St. Louis Cardinals. Venne schierato dai Phillies a partita in corso, nel ruolo di esterno centro.
Il 21 luglio 1902, i Phillies scambiarono Browne con i New York Giants per una somma in denaro. Nel 1904 fu il giocatore della National League ad aver segnato più punti, raggiungendo quota 99. Nel 1905 vinse con i Giants, la seconda edizione delle World Series organizzate dalla Major League Baseball. Il 13 dicembre 1907, i Giants scambiarono Browne, Frank Bowerman, Bill Dahlen, Cecil Ferguson e Dan McGann con i Boston Doves per Al Bridwell, Tom Needham e Fred Tenney.
Il 16 febbraio 1909, i Doves scambiarono Browne con i Chicago Cubs per una somma in denaro. Il 21 maggio dello stesso anno, i Washington Senators prelevarono Browne dalla lista dei trasferimenti dei Cubs.
L'11 giugno 1910, i Senators scambiarono Browne con i Chicago White Sox per una somma in denaro.
Trascorse la stagione 1911 con i Brooklyn Dodgers e la stagione 1912, l'ultima della sua carriera, tornò ai Phillies. Disputò la sua ultima partita il 24 giugno, al Polo Grounds di New York contro i Giants.
Browne morì di tubercolosi il 9 dicembre 1920, circa un mese prima del suo 45º compleanno.

## Palmares

### Club
- World Series: 1

New York Giants: 1905

### Individuale
- Capoclassifica in punti segnati: 1

NL: 1904